# Anteon tripartitum
Anteon tripartitum är en stekelart som beskrevs av Jean-Jacques Kieffer 1905. Anteon tripartitum ingår i släktet Anteon, och familjen stritsäcksteklar. Arten är reproducerande i Sverige.